# Juruena (gemeente)
Juruena is een gemeente aan de gelijknamige rivier Juruena in de Braziliaanse deelstaat Mato Grosso. De gemeente telt 9.595 inwoners (schatting 2009).
De Juruena staat samen met de Rio Prete ook bekend als het woongebied van indianenvolkeren zoals de Enawene Nawe.